# Cultural Leonesa

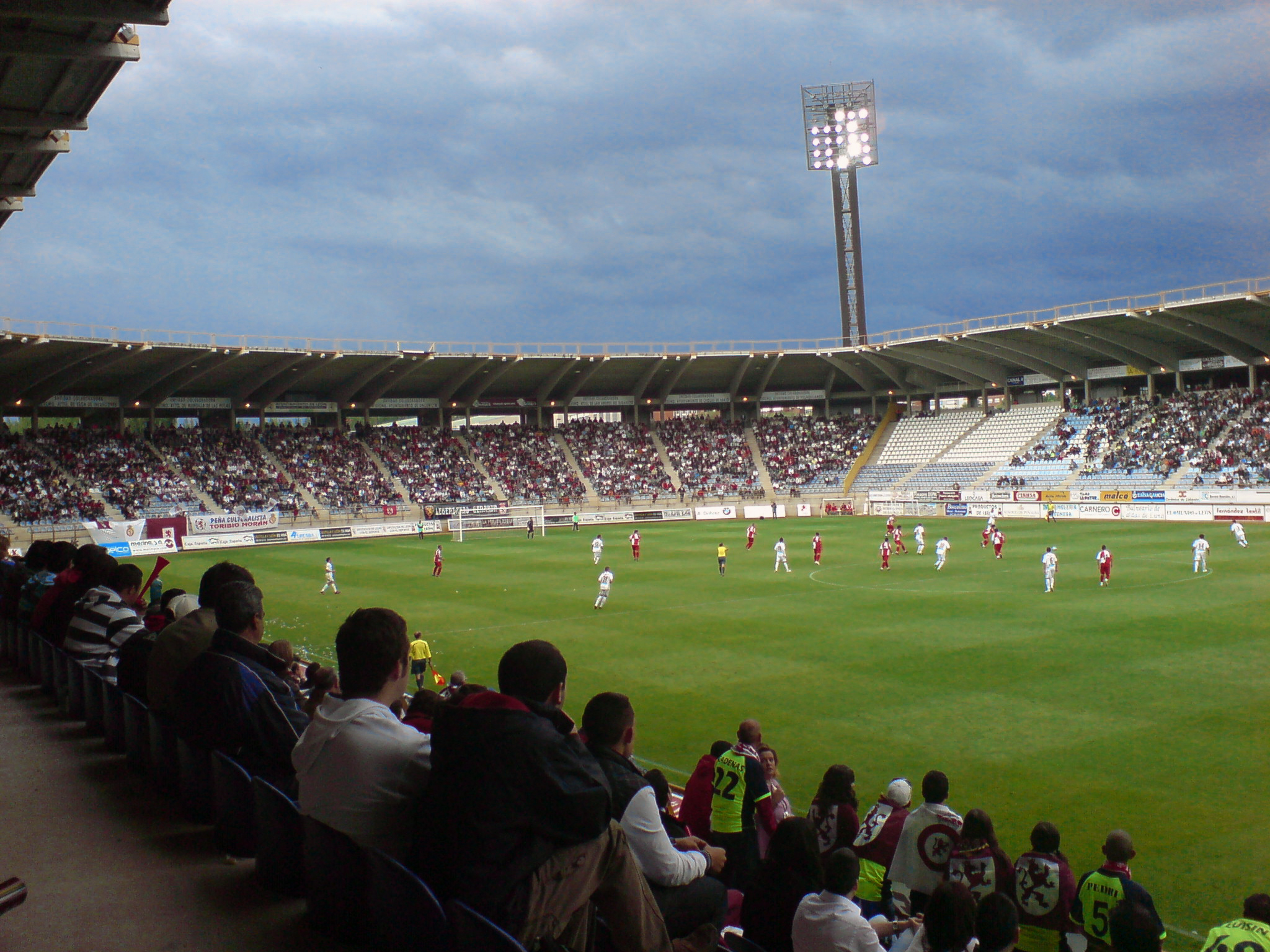
Cultural Leonesa tijdens een wedstrijd in het Estadio Reino de León

Cultural Leonesa is een Spaanse voetbalclub uit de stad León in de provincie León.
De club werd op 5 augustus 1923 opgericht. De club speelde in het seizoen 1955/56 in de Primera División, maar is sindsdien vooral in de derde klasse (Segunda División B). In 2017 promoveerde de club na 42 jaar opnieuw naar de tweede klasse. Het zou echter maar een verblijf van een seizoen worden, want op de laatste speeldag van de competitie 2017-2018 belandde de ploeg op de laatste degradatieplaats.
Tijdens het eerste seizoen 2018-2019 in Segunda B viel de ploeg met een vijfde plaats net uit de eindronde. Dit zou met een tweede plaats op het einde van seizoen 2019-2020 beter zijn. Door de coronapandemie werden de rondes in één wedstrijd op neutraal terrein in en rond Marbella gespeeld. In de eerste ronde werd Yeclano Deportivo gemakkelijk uitgeschakeld na een wedstrijd die op 4-1 eindigde. In de tweede ronde werd CE Sabadell de tegenstander en de ploeg werd na een spannende wedstrijd uitgeschakeld met een 2-2 eindstand na 90 minuten en verlengingen en Sabadell bleek met 7-6 net te sterk tijdens de strafschoppen.

## Eindklasseringen
- 1940 8e
Tercera División
- 1941 6e
Tercera División
- 1942 3e
Tercera División
- 1943 3e
Segunda División
- 1944 9e
Segunda División
- 1945 13e
Segunda División
- 1946 3e
Tercera División
- 1947 2e
Tercera División
- 1948 8e
Tercera División
- 1949 7e
Tercera División
- 1950 5e
Tercera División
- 1951 5e
Tercera División
- 1952 3e
Tercera División
- 1953 2e
Tercera División
- 1954 4e
Segunda División
- 1955 1e
Segunda División
- 1956 15e
Primera División
- 1957 6e
Segunda División
- 1958 16e
Segunda División
- 1959 16e
Segunda División
- 1960 1e
Tercera División
- 1961 12e
Segunda División
- 1962 16e
Segunda División
- 1963 4e
Tercera División
- 1964 3e
Tercera División
- 1965 7e
Tercera División
- 1966 2e
Tercera División
- 1967 3e
Tercera División
- 1968 1e
Tercera División
- 1969 4e
Tercera División
- 1970 2e
Tercera División
- 1971 1e
Tercera División
- 1972 5e
Segunda División
- 1973 19e
Segunda División
- 1974 1e
Tercera División
- 1975 20e
Segunda División
- 1976 6e
Tercera División
- 1977 2e
Tercera División
- 1978 6e
Segunda División B
- 1979 5e
Segunda División B
- 1980 4e
Segunda División B
- 1981 4e
Segunda División B
- 1982 19e
Segunda División B
- 1983 19e
Segunda División B
- 1984 2e
Tercera División
- 1985 2e
Tercera División
- 1986 1e
Tercera División
- 1987 2e
Tercera División
- 1988 14e
Segunda División B
- 1989 8e
Segunda División B
- 1990 7e
Segunda División B
- 1991 9e
Segunda División B
- 1992 6e
Segunda División B
- 1993 10e
Segunda División B
- 1994 17e
Segunda División B
- 1995 1e
Tercera División
- 1996 4e
Segunda División B
- 1997 8e
Segunda División B
- 1998 4e
Segunda División B
- 1999 1e
Segunda División B
- 2000 9e
Segunda División B
- 2001 2e
Segunda División B
- 2002 2e
Segunda División B
- 2003 5e
Segunda División B
- 2004 4e
Segunda División B
- 2005 10e
Segunda División B
- 2006 14e
Segunda División B
- 2007 11e
Segunda División B
- 2008 11e
Segunda División B
- 2009 2e
Segunda División B
- 2010 12e
Segunda División B
- 2011 14e
Segunda División B
- 2012 3e
Tercera División
- 2013 2e
Tercera División
- 2014 14e
Segunda División B
- 2015 7e
Segunda División B
- 2016 7e
Segunda División B
- 2017 1e
Segunda División B
- 2018 19e
Segunda División
- 2019 5e
Segunda División B
- 2020 2e
Segunda División B
- 2021 2e
Segunda División B
- 2022 12e
Primera Federación
- 2023 10e
Primera Federación
- 2024 6e
Primera Federación
- 2025 1e
Primera Federación

- Primera División
- Segunda División
- Primera Federación
- Segunda División B
- Tercera Federación

## Bekende spelers
- Andy Kawaya
- Stallone Limbombe
- Oriol Riera
- César Rodríguez
- Gianni Zuiverloon